# Прва пољска болница на острву Видо
Прва пољска болница на острву Видо била је импровизована привремена санитетска установа за лечење витално угрожених болесника српске војске и избеглих цивила. Болницу су основали Французи и у њој су сместили, углавном, најмлађи витално угрожене војнике који су били максимално исцрпљени након што су препешачили тежак мочварни терен између Драча и Валоне. Болница је основана почетком 1916. године, непосредно по окончању албанске голготе, и једним делом предата је у надлежност српском војном санитету на челу са др др Владимиром Станојевићем, управником Моравске војне болнице у Нишу, да од преживелих припадника санитетске службе, и уз помоћ француских лекара обезбеди потребан кадар и рад новоосноване болнице у новонасталим условима.

## Острво Видо и оснивања болнице
Савезничка флота у Великом рату, састављена од 45 бродова италијанске, 25 француске и 11 британске морнарице, до 20. фебруара 1916. из Драча на Крф је превезла 136.000 српских војника и цивила, међу којима су били и преживели припадници санитетске службе српске војске. 
| „ | ...„И тако се, најзад, српски војник превезао до Крфа, до Бизерте, а болестан и рањен у Француску, у Марсељ. Они који су отишли морем у Африку и Француску беху обезбеђени ... Али они који су дошли на Крф и Видо имали су да поднесу још тешка искушења“. | ” |

Исцрпљени борци су постројени на маленом острву Лазарет, после чега су савезнички санитетски официри извршили тријажу. Витално угрожени војници упућени су на Видо — „острво змија”" како су га звали Крфљани. Под ведрим небом и шаторима које су за њихподигли француски морнари, на непрекидној фебруарској киши, у ужасним мукама, у на брзину импровизованим склоништима лежале су хиљаде људи. Са њима је после великих напрезања и бројних жртава стигао и остатак војног санитета коначно на своје крајње одредиште, острво Видо, са основним задатком да се реорганизује и заустави помор српских војника.
О стању на острво Видо, које је владало по доласку српске војске, најбоње говори доктор Владимир Станојевић у својим записима:
| „ | „Ту, у том јаду, прикупљен као у жижи одигравао се у минијатури цео трагизам наше земље. Ту су у предсмртном бунцању и стењању дрхтали и треперили сви најнежнији болни фибри човечије душе. Ту су уз бунцања и стењања о селу и кући нестајали, један за другим, сви које је страшна судбина бацила у овај пакао." | ” |

Болесници су лежали по земљи на свежој слами. Глад која је косила војнике Албанијом, владала је и на Виду. Требовање за хлеб, за таин, било је највећа драгоценост иако га војници нису могли ни смели јести, јер су им органи за варење због вишемесечне глади били оштећени. Лечили су их давањем воде у којој је куван пиринач, јер и лекова није било у потребним количинама.
На острву су се све више шириле гласине да је заражене и да на њему влада масовно страдање као резултат инфекције. Доктор Станојевић је упорно оповргао те сумње и као узрок смрти наводио је „ратни пролив” (највероватније изазван смањеном отпорношћу измученог организма дугим маршевањем, нервним растројством и конзумирањем неквалитетне пијаће вода и хране), што је све имало за последицу нагли губитак телесних течности из организма, и смрт. Да је др Станојевић био у праву доказ је био: одсуство температуре код већине болесника, налаз на обдукцијама и податак да нико од санитетског особља није оболео.
На острву Видо остаци Моравске сталне војне болнице ојачани су расформираним болницама, пиротском и чачанском резервном војном болницом, и започели велики напор за спасавање и опоравак многобројних српских војника и цивила који су непрекидно довожени бродовима, на ово како су га касније назвали „острво смрти“.

## Услови у којима је радила болница
У недостатку квалитетне медицинске и интендантске опреме српски санитет је испољио максималну сналажљивост и способност импровизације. Болница на Виду је првобитно била смештена у 4 велика импровизована шатора која су држала весла. А њима до којих је водио само један пролаз услови су били ван свих очекиваних. На дан 29. јануара 1916. године: у болници се затекло 2.235 пацијената, а током дана примљено је нових 656.
По зимској киши која је пробијала шаторска крила, у њих су на сену измешаном глином, смештани умирући али и тек умрли. У влажним шаторима слабо опремљеним и пренатрпаним лечење болесника било је тешко. Гомиле вашију које су као капље падале на људе одозго, са шаторског платна, то стање су још више погорђале. Поред шатора је била капела, без крова, непокривена, пренапуњена мртвима по којима је даноноћно пљуштала киша.
У таквим условима српски саните се брзо снашао. Болница са 1.600 постеља основана је уз помоћу једног кредита и преосталих могућности магацина и Главне интендатуре. Ипровизована је пољска болница, успостављени су кухиња, берберница и купатило, а рањеници су распоређени у 2.000 малих шатора разапетих на дебелом слоју простртог сена.
Централна болница смештена је у 15 великих британских шатора, посебно намењених за рад пољске болнице. Французи који су били задивљени довитљивошћу српског персонала у борби са несрећом, помогли су српској војсци и подигли савремену пољску болницу, тако да је убрзо првобитни смештај у потпуности је напуштен.
Дневна смртност у болници била је многоструко већа него за време епидемије пегавог тифуса или током великих ратних операција у првој ратној години: болница на Виду на храни је имала по 6.000 људи. Болесници су углавном умирали од последица вишемесечне глади и тешке исцрпљености”, а према речима београдског лекара Љубомира Стојановића највише их је патило од запаљења црева, маларије и плућног катара.
Крајем фебруара, труд и пожртвовање које је код припадника српске војске био изнад граница људских моћи донео је резултат, помор на Виду је заустављен.
По стабилизацији прилика на острву Виду, болница је предата француској војсци, а лекари су распоређени на нове дужности и углавном упућени на тек успостављени Солунски фронт.

### Структура санитетског кадра
| Лекари     | Лекари: Др Љубомир Стојановић, рез. сан. мајор, физиолог · Др Војислав Миловановић, рез. сан. мајор, интерниста · Др Љубиша Вуловић, рез. сан. мајор, оториноларинголог · Др Владимир Станојевић, сан. капетан I класе · Др Милутин Радивојевић, рез. сан. капетан I класе · Др Владимир Урошевић, бактериолог · Др Јохан Раух, заробљеник |
| Медицинари | Докторанди: Никола Благојевић · Александар Ђорђевић · Боривоје Градојевић · Добросав Станаревић · Миодраг Феликс · Милутин Нешковић · Милош Ђорић · Стеван Миловановић · Радослав Милетић · Михајло Станић · Веселин Ћујић · Јездимир Јовановић · Лујо Хорватин · Виктор Сосић · Душан Филиповић · Драгослав Кресовић · Душан Николић · Александар Петровић Апотекарски помоћници: Бранислав Ћирковић · Душан Мојковић · Момир Станковић · Никола Јовановић · Боривоје Павловић |

## Плава гробница
Саставни део болнице на неки начин био је и простор за схрањивање војника. Преминули српски ратници и цивили у почетку су сахрањивани у плитким каменим гробницама у близини острвске обале. Тако је настало прво гробље на Виду са 1.200 српских војника и цивила.
Како је на скученом простору острва Видо и његовој каменитој земљи било тешко сахранити све већи број нагомиланих лешева, чије гомиле су достизале и висину човека, прибегло се сахрањивању у мору. Беживотна тела из барки француског санитетског брода „Свети Фрања Асишки” спуштана су у дубинама Јонског мора. Тако је настала „плава гробница”, вероватно најпотреснији део целокупне српске историје.

Ево како је у својим сећањима описао стање на „острву смрти”, др Владимир Станојевић, који је по наређењу Врховне команде почео почетком фебруара 1916. године реорганизацију санитетске службе на Виду, 
 „При искрцавању на обалу, први поглед мало подаље од пристаништа, већ наговештава странцу ужас и језу од помора који влада на острву. На обали се видела гомила људских лешева, наслаганих као метарска дрва у добром низу једно на друго, неколико катова. Гомила је била у висини виша од човечијег раста, а у дужину се пружала десетину метара и више. Ту се слажу и доносе са острва смрти преко целог дана, а сутра ће доћи нарочита француска укопна лађа, да их однесе на крајњи југ острва.“
Како је изостало вођење прецизна евиденција о броју жртава на острву Видо, данас није могуће тачно утврдити колико је припадника српске војске и избеглих цивила, окончало свој пут на дну Јонског мора. На основу неких записаних података и сведочења, претпоставља се да је, само од 23. јануара до 23. марта 1916, умрло 4.847 војника, док је свеукпно до затварања болнице преко 5.400 војника и цивила сахрањено на начин незабележен у светској историји ратовања, спуштањем беживотних тела у море.